# Jeanne Socquet
Pour les articles homonymes, voir Socquet.
Jeanne Socquet, née le 24 novembre 1928 à Paris où elle est morte le 17 octobre 2024,, est une artiste peintre néo-expressionniste et mosaïste française.

## Biographie

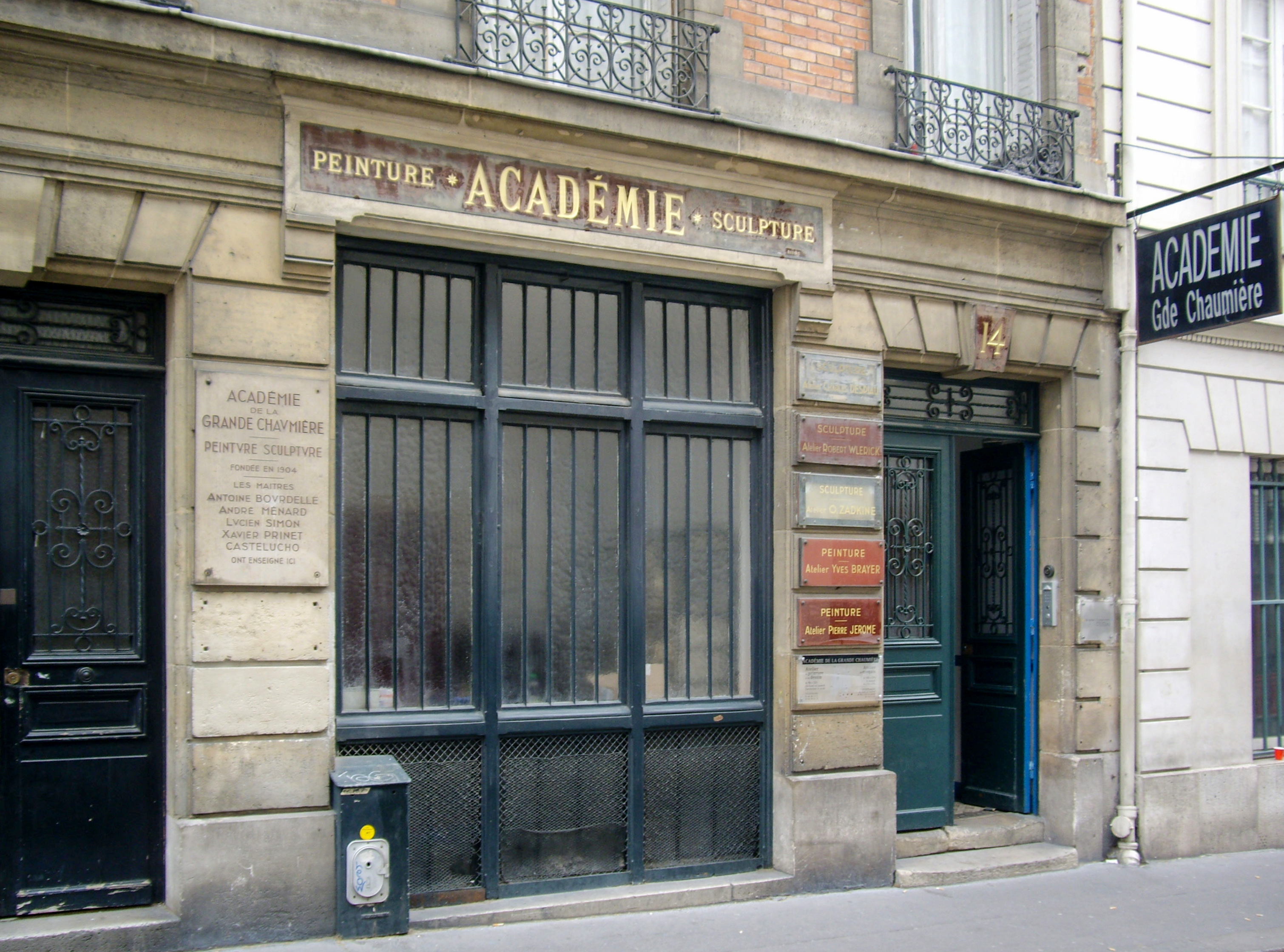
Académie de la Grande Chaumière, Paris

Suivant  la volonté de ses parents et à l’encontre de son désir de s'orienter vers la peinture, Jeanne Socquet, aînée de quatre enfants est en 1945 placée en apprentissage conduisant à un C.A.P. de couture. À l'âge de 21 ans elle quitte le domicile familial, loue une modeste chambre et dispense des cours dans une école de couture tout en étant élève des cours de dessin de la ville de Paris, de l'Académie de la Grande Chaumière, puis de l'École nationale supérieure des beaux-arts de Paris.
Jeanne Socquet épouse en 1956 l'architecte Louis Seignon dont elle a fait la connaissance à l'École des beaux-arts, qu'elle accompagne dans son métier, avec qui elle voyage et visite les musées européens et dont elle a un fils né en 1957, qu'elle élèvera seule après le décès, dans les années 1960, de Louis Seignon dans un accident de voiture.
À partir de 1960 sa peinture se tourne vers les « vieilles femmes », les marginales, les solitaires, les enfermées des hôpitaux psychiatriques, les exclues de la beauté. Il s'agit d'une importante suite de portraits néo-expressionnistes brossés de la sorte, nommés, classés, situés (comme Amandine, no 11, pavillon Charcot) dont les formats identiques, carrés 40x40cm, sont susceptibles de renforcer le sentiment d'enfermement
Au-delà de ces thèmes qui sont énoncés dans les titres et annonces d'expositions (Jeanne Socquet, peindre la solitude, La folie peinte par Jeanne Socquet), les visages de Jeanne Socquet, qui ne sont pas sans capacité de bouleverser, de susciter malaise et compassion, offrent à Jean-Marie Tasset de voir en ces toiles « l'œuvre néo-expressionniste qui exprime le mieux le malaise de notre société ».
Elle épouse François Bruneau , ingénieur Centrale Paris , en 1981 et en divorce en 2000.
Installée au 15, rue Barrault dans le 13e arrondissement de Paris, Jeanne Socquet appartiennt au groupe militant de femmes artistes La Spirale fondé en 1972 par Charlotte Calmis. Elle coécrit avec Suzanne Horer et publié en 1973 un livre intitulé La création étouffée, non dénué d'audience et doublement analysé comme un manifeste féministe et un hommage à la féminité dans la création et la sublimité tant mystique (Christine de Pisan) que littéraire (Madame de Lafayette), scientifique (Marie Curie) ou artistique (Simone Mary).

## Réception critique
- « Jeanne Socquet est un peintre à qui l'histoire de l'art fera une place singulière, elle est un peintre pour qui la solitude est comme une condition existentielle, une manière de condition humaine - peintre figuratif dont l'œuvre est fortement expressive, et dans laquelle l'expression douloureuse prend forme et invite à une réflexion critique. » - Jacques Leenhardt[13]
- « Cette peinture qu'elle fait, je vois que c'est une très grande peinture. » - Marguerite Duras[14]
- « Ainsi Socquet frappe et jette sur la toile les catatoniques hébétées, les débiles mentaux, les noires schizophrènes et les bienheureux de la démence précoce. » - Armand Lanoux[15]
- « Vision étrange, émouvante, de ces figures épaisses, incrustées dans la banalité, mais happées telles quelles avec leurs grosses mains dans les tourbillons lyriques d'une peinture implacable. » - Viviane Forrester[réf. nécessaire]
- « Ses personnages sont des figures, des incarnations d'une certaine condition humaine avec ses mythologies et ses métamorphoses […] Ainsi, le peintre découvre en son for intérieur une réalité nouvelle : son isolement est celui de la foule solitaire, et paradoxalement l'introspection de Jeanne Socquet débouche sur un nouveau réalisme. » - Jean-Marie Tasset[3]
- « Entre peintures, collages, boîtes en tous genres, c'est un univers à part, un espace d'expression où l'époque n'a plus d'importance et a laissé place à la vérité des visages, visages sans masques qui dégoulinent de couleurs et d'expressivité. » - Bertrand Scholler[réf. nécessaire]

## Ouvrages illustrés
- Maud Tabachnik, New-York balafres, Éditions Pierre Rey, 2005[16].

## Publications
- La création étouffée, en collaboration avec Suzanne Horer, Éditions Pierre Horay, 1973[17].
- Son prochain comme soi-même, roman, Éditions La Bruyère, Paris, 2014.
- Les Contes du Whisky délicieux sous la pluie, Éditions La Bruyère, 2015.
- L'enfance de Celestine, Éditions La Bruyère, 2016.

## Œuvres dans les collections publiques
- Blois, entrée d'un immeuble[Où ?] : mosaïque, 1960 (Raymond Seignon, architecte).
- Boulogne-Billancourt :
  - deux entrées d'un immeuble[Où ?] : mosaïque, 1971 (Alain de Brus, architecte) ;
  - entrée d'un immeuble[Où ?] : peinture murale, 1959 (Alain de Brus, architecte).
- Épinal, musée départemental d'art ancien et contemporain : Las viejas (Les vieilles), huile sur toile 114x146cm, 2002, collection Signatures de femmes de l'Association Camille[18] (dépôt temporaire : œuvre également répertoriée dans les collections du Musée national d'art moderne[19]).
- Paris :
  - rue de Bercy, hall d'entrée de tour[Où ?] : mosaïque, 1980 (Dominique de Lavergne, architecte).
  - rue de Grenelle, deux entrées d'un immeuble[Où ?] : mosaïque, 1980 (Alain de Brus, architecte).

## Expositions
Personnelles
- 1958, avril-mai 1959[20], 1962, 1965 : galerie Dauphine, Paris.
- 1968 : galerie Jean-Claude Bellier, Paris[21].
- 1969 : galerie Saint-Placide, Paris.
- 1970, 1971, 1973, 1974, 1975 : galerie Valérie Schmidt, Paris.
- 1973 : Centre éducatif et culturel, Yerres (avec Alkis Pierrakos et Jean-Claude Bernath).
- 1977, 1979 : Le petit format, galerie Principe, Paris.
- 1978 : galerie du Lurcernaire, Paris.
- 1981 : galerie Arcadia Paris.
- 1981, 1982, 1984 : galerie Jacques Massol, Paris.
- juin 1982, 1986 : galerie Jaquester, Paris.
- 1989 : galerie Pierrette Morda, Paris
- 1989 : hôtel de ville, Hambourg.
- 1990 : Kelly Gallery, Glasgow.
- 1990 : Maison des Femmes, Cergy-Pontoise.
- 1991, 1993 : galerie Philippe Gand, Paris.
- 1992: librairie des Océanes, Pornichet.
- 1996, 1997, 1998 : galerie Béatrice Soulié, Paris.
- 2001 : espace Le Rocher, La Tresne, Bordeaux.
- 2002, 2004, 2005 : galerie Figure, Paris.
- 2006, université de Lille, Villeneuve-d'Ascq.
- Décembre 2007: agence BNP du 15e arrondissement de Paris[22].
- Février-mars 2012 : Jeanne Socquet, la solitude de l'homme dans ce monde et dans son monde, Atelier Z, Paris[7],[23].
- Août 2012 : espace Christiane Peugeot, Paris[3].
- Novembre 2012 : Jeanne Socquet, les Folles, Atelier Z, Paris[8].
- 2013 : espace Belleville CFDT, Paris.
- avril-mai 2015 : galerie 55 Bellechasse, Paris (avec Alexis Mitelberg).

expositions collectives et Salons
- Non datés : Salon d'automne, Jeune peinture, Salon des peintres témoins de leur temps[24], Salon de la critique, Salon des réalités nouvelles.
- 1954 : galerie Breteau, Paris.
- 1959 : galerie Cimaise, Paris.
- 1959 : Confrontations de la peinture italienne et de la peinture française, château de Blois.
- 1960 : Peintres français, hôtel New Plaza, Téhéran.
- 1961 : Cinq peintres français, galerie Malura, Munich.
- 1961 : galerie du Cercle des amitiés françaises, Téhéran.
- 1971 : groupe Art et fer-blanc, Paris (Présentation de Paule Gauthier).
- 1973 : centre culturel de la Vallée de l'Yerres.
- 1977 : Dialogue UNESCO, Paris.
- 1978 : espace du Vieil Honfleur, Honfleur.
- 1979 : Centre culturel suédois, Paris.
- 1981, 1982, 1984, 1986 : FIAC, Grand Palais, Paris.
- 1982 : Dessins français contemporains, musée-Galerie de la Seita, Paris.
- 1985 : Des artistes au téléphone, l'ordre du graffiti, galerie Pierre Lescot, Paris.
- 1990 : MAC 2000.
- Années 1990 : Salon du Groupe 109.
- 1991 : Lectures de peintres autour de l'œuvre de Rimbaud, centre culturel d'Aubergenville.
- 1992 : Itinéraire d'un collectionneur : Alain Bilot, musée de Brunoy.
- 1992 : La Douleur, Institut pour la coopération scientifique internationale, Paris.
- 1995 : Salon grands et jeunes d'aujourd'hui.
- 1995 : Salon Comparaisons.
- 2004: Le pin et le vin, Verneuil-en-Bourbonnais.
- 2006 : Signatures de femmes, musée d'Art Roger-Quilliot, Clermont-Ferrand.

## Récompenses
- 1963 : prix de Barbizon.
- 1981 : prix Drouant.
- 2003 : prix de la ville de Monaco.